# François de Nomé
François de Nomé (vers 1593, région de Metz - après 1623, probablement Naples) est un peintre lorrain du XVIIe siècle, principalement actif en Italie.

## Biographie
La vie de François de Nomé est mal connue. Il naît probablement dans la région de Metz vers 1588 ou 1593. Sans qu'on en sache les raisons, il quitte la province des Trois-Évêchés pour l'Italie au début du XVIIe siècle. Il travaille à Rome en 1602, dans l'atelier de Balthasar Lauwers (1578-1645) jusque vers 1610, après quoi il s'installe à Naples.
En 1613, il épouse à Naples Isabella Croys, fille du peintre flamand Loise Croys. Sur son acte de mariage, il déclare alors avoir 20 ans. Il poursuit sa carrière à Naples, ; sa collaboration est étroite avec le milieu artistique napolitain, très actif en Italie dans le premier quart du XVIIe siècle. Peu avant 1619, il travaille avec son compatriote messin Didier Barra ; bien que de styles différents, ils signent ensemble sous le pseudonyme commun de Monsù Desiderio.
François de Nomé meurt, probablement à Naples, après 1623. Sa date de décès n'est pas connue ; selon les sources, elle pourrait s'étendre jusqu'en 1645.

## Nom
François de Nomé signe de façon variable au cours de sa vie. Sur son acte de mariage, en 1610, son nom est écrit « Françoy Denomé ». En 1619 et 1621, il signe des tableaux de « Francisco did Nomé » ; en 1623, « Francisco Didnomé ». Selon Raffaello Causa, cela pourrait signifier « Didier Nomé »,.
Avec Didier Barra, ils signent des toiles du pseudonyme commun de Monsù Desiderio, c'est-à-dire « Monsieur Didier ». Dans les anciens inventaires, leurs œuvres sont souvent confondues sous ce nom. Les attributions anciennes, à l'un ou l'autre peintre en fonction de leur style, sont également parfois remises en question.

## Style et postérité
Le style de François de Nomé est atypique pour l'époque. Là où Didier Barra, plus minutieux, s'est spécialisé dans les vedute, Nomé semble préférer les sujets plus fantastiques, plus tournés vers les capricci. Ces tableaux montrent des scènes mythologiques ou bibliques, dans des décors aux architectures irréelles ou incertaines. Les bâtiments sont en ruines, le paysage post-apocalyptique. Les personnages sont minuscules, les ciels sombres, les tonalités presque monochromes. Dans sa représentation de la place Saint-Marc de Venise, les structures sont correctement mises en place, mais les détails sont tous inventés.
Actuellement, les tableaux de Monsù Desiderio sont identifiés comme le produit d'au moins trois artistes : de Nomé, Didier Barra et un artiste encore inconnu. Les personnages des œuvres de Nomé pourraient avoir été peints par d'autres artistes, dont Belisario Corenzio et Jacob van Swanenburgh.
François de Nomé n'influence pas beaucoup les peintres italiens de paysages du siècle suivant, à l'exception peut-être d'Alessandro Magnasco. Toutefois, ses représentations de nature cauchemardesque au milieu des ruines de la civilisation sont une thématique employée par des peintres comme Salvator Rosa et Michelangelo Cerquozzi ; elle réapparaît dans les capricci du Piranèse.
François de Nomé est oublié peu à peu ; jusqu'au milieu du XXe siècle, ses œuvres sont attribuées à Monsù Desiderio. L'historien de l'art Louis Réau s'interroge en 1935 sur ce peintre ; en 1950, le critique d'art italien Giovanni Urbani (it) fait de même dans la préface d'un catalogue d'exposition qui lui est dédié.
L'acte de mariage de François de Nomé est découvert par la suite dans les archives de la curie archiépiscopale de Naples et publié par l'historien de l'art Raffaello Causa en 1956, permettant ainsi de le détacher de Didier Barra.
En 1957, dans L'Art magique, André Breton perçoit en Monsù Desiderio un artiste précurseur du surréalisme ; Breton n'était toutefois pas conscient quel pseudonyme recouvrait l'œuvre de deux peintres distincts. En 1995, Michel Onfray publie "Métaphysique des ruines" et voit en l'œuvre de Nomé l'effondrement des certitudes du catholicisme face à la Réforme et la Contre-Réforme,. En 2004, le musée de la Cour d'Or à Metz lui consacre une exposition,,.

## Œuvres
Le tableau suivant tente de recenser les œuvres de François de Nomé.
| Titre                                                                    | Dimensions (H×L, cm) | Collection                            | Lieu                   | Image |
| ------------------------------------------------------------------------ | -------------------- | ------------------------------------- | ---------------------- | ----- |
| Bélisaire reconnu par l'un de ses soldats                                | 51 × 81              | Musée des beaux-arts                  | Orléans, France        |       |
| Intérieur de l'église des santi Severino e Sossio à Naples               |                      | Collection Motais de Narbonne         | France                 |       |
| Caprice architectural                                                    | 96 × 80              | Académie des beaux-arts               | Vienne, Autriche       |       |
| Caprice architectural avec le Christ et ses disciples                    | 124,5 × 149,9        | Collection particulière               |                        |       |
| Daniel dans la fosse aux lions                                           | 36,5 × 46            | Musée Thyssen-Bornemisza              | Madrid, Espagne        |       |
| Description de la chute de l'Atlantide                                   |                      |                                       |                        |       |
| Les Enfers                                                               | 113 × 175            | Musée des beaux-arts et d'archéologie | Besançon, France       |       |
| L'Entrée du Christ dans Jérusalem                                        | 50 × 37              | Collection particulière               |                        |       |
| La Fuite en Égypte                                                       | 99 × 135,2           | Musée des beaux-arts                  | Houston, États-Unis    |       |
| Martyre d'un saint                                                       | 46 × 70              | Musée des arts décoratifs             | Paris, France          |       |
| Le Martyre de sainte Ursule                                              |                      | Musée national des beaux-arts de Cuba | La Havane, Cuba        |       |
| Paysage avec ruines fantastiques                                         | 30,2 × 53            | Musée national                        | Varsovie, Pologne      |       |
| Paysage avec ruines romaines                                             |                      | Musée de la Cour d'Or                 | Metz, France           |       |
| Perspective, 1620, huile sur toile                                       | 51 x 81 cm           | Musée des Beaux-Arts                  | Orléans, France        |       |
| Le Roi Asa de Juda détruisant les idoles (ou Explosion d'une cathédrale) |                      | Fitzwilliam Museum                    | Cambridge, Royaume-Uni |       |
| Ruines fantastiques avec saint Augustin et l'Enfant                      | 45,7 × 65,7          | National Gallery                      | Londres, Royaume-Uni   |       |
| Saint Paul prêchant aux Athéniens                                        | 18,9 × 24            | Walters Art Museum                    | Baltimore, États-Unis  |       |
| Salomon au temple                                                        |                      | Martin-von-Wagner-Museum              | Wurtzbourg, Allemagne  |       |
| La Tête de saint Jean-Baptiste présentée à Salomé                        | 18,9 × 24            | Walters Art Museum                    | Baltimore, États-Unis  |       |
| La Tombe de Salomon                                                      | 88 × 70              | Collection particulière               |                        |       |
| La Tour de Babel en construction                                         | 154 × 133            | Collection particulière               |                        |       |
| Vue architecturale fantastique                                           |                      | Musée de la Cour d'Or                 | Metz, France           |       |
| Vue de Venise                                                            | 54 × 107             | Collection particulière               |                        |       |